# Живокость клиновидная
Жи́вокость ру́сская, или Живокость клинови́дная (лат. Delphínium cuneátum) — вид многолетних травянистых растений из рода Живокость (Delphinium) семейства Лютиковые (Ranunculaceae).

## Ботаническое описание
Жизненная форма — криптофит.
Травянистый многолетник 50—120 см высотой. (до 200 см)
Имеет короткое корневище.
Стебель — прямостоячий, простой или при основании ветвистый, в нижней части голый или коротко-опушённый, в верхней — вместе с прицветниками и цветоножками коротко-опушённые.
Листья при основании клиновидные, снизу и по жилкам сверху прижато-пушистые.
Соцветия — простые или разветвлённые, верхние прицветники пальчато разделены на пять — семь частей. Листочки околоцветника синие, яйцевидные, коротко-опушённые, реже почти голые. Цветёт в июле.
Плод — многолистовка, голая или коротко-опушённая; семя трёхгранное, тёмно-серое, по краям широко-крылатая. Плодоносит в августе — сентябре.

## Распространение
Распространён на юге европейской части России и Левобережной Украине (лесостепная и степная зоны, бассейн реки Северский Донец: Харьковская, Донецкая, Луганская области). В Рязанской области в Рыбновском районе по обе стороны реки Ока массово, а также в других районах области

## Экология
Растёт на опушках, в кустарниках, на каменистых склонах. Мезофит. В пойменных лугах (чаще чем в лесу и на опушках)

## Численность
Популяции малочисленны, их структура не исследована. Низкая численность обусловлена естественно-исторической редкостью, слабой конкурентной способностью вида, выпасом скота, распашкой степных участков, сбор цветов на букеты.  Я бы не сказал популяции малочисленные местами аспектируют и произрастают обильно Только на одном пойменном лугу ( 5 км в длину и 3 км в ширину) может доходить до 100-300 особей

## Охрана в природе
Живокость русская включена в Красную книгу Украины, где природоохранный статус — «Уязвимый». Также входит в Красную книги Донецкой области. Охраняется решением Луганского областного совета. Внесена в Красные книги субъектов РФ в том числе в КК Рязанской области но и этот вид пора удалять из КК Рязанской области
Охраняется в Национальном природном парке «Святые Горы». Выращивают в Донецком ботаническом саду НАН Украины с 1977 г.

## Хозяйственное и коммерческое значение
Имеет хозяйственное значение как декоративное и ядовитое растение и генофонд для вывода культурных растений.
Посещается пчёлами для сбора пыльцы и нектара, но в них содержится ядовитый для пчёл алкалоид дельфинин.